# Yuragi-sō no Yūna-san
Yuragi-sō no Yūna-san (jap. ゆらぎ荘の幽奈さん) – manga autorstwa Tadahiro Miury, publikowana na łamach magazynu „Shūkan Shōnen Jump” wydawnictwa Shūeisha od lutego 2016 do czerwca 2020. Na jej podstawie studio Xebec wyprodukowało serial anime, który emitowano od lipca do września 2018.

## Fabuła
Historia opowiada o losach bezdomnego i pozbawionego szczęścia licealisty Kogarashiego Fuyuzory. W poszukiwaniu miejsca, gdzie mógłby zamieszkać, wprowadza się on do taniego pensjonatu i byłego zajazdu z gorącymi źródłami zwanego Yuragi. Powodem, dla którego czynsz jest tak niski, jest fakt, że miejsce to jest nawiedzane przez ducha pięknej dziewczyny o imieniu Yūna, której zwłoki zostały znalezione w gospodzie. Kogarashi pomaga Yūnie w jej niedokończonych sprawach, jednocześnie odkrywając nadprzyrodzone sekrety pozostałych lokatorek.

## Bohaterowie
- Kogarashi Fuyuzora (jap. 冬空 コガラシ Fuyuzora Kogarashi)

Seiyū: Yūki Ono 
- Yūna Yunohana (jap. 湯ノ花 幽奈 Yunohana Yūna)

Seiyū: Miyuri Shimabukuro 
- Sagiri Ameno (jap. 雨野 狭霧 Ameno Sagiri)

Seiyū: Rie Takahashi 
- Hibari Ameno (jap. 雨野 雲雀 Ameno Hibari)

Seiyū: Honoka Inoue 
- Urara Kawashima (jap. 浦方 うらら Kawashima Urara)

- Yaya Fushiguro (jap. 伏黒 夜々 Fushiguro Yaya)

Seiyū: Yui Ogura 
- Chitose Nakai (jap. 仲居 ちとせ Nakai Chitose)

Seiyū: Sayaka Harada 
- Nonko Arahabaki (jap. 荒覇吐 呑子 Arahabaki Nonko)

Seiyū: Ai Kakuma 
- Chisaki Miyazaki (jap. 宮崎 千紗希 Miyazaki Chisaki)

Seiyū: Eri Suzuki 
- Oboro Shintō (jap. 神刀 朧 Shintō Oboro)

Seiyū: Mikako Komatsu 
- Karura Hiōgi (jap. 緋扇 かるら Hiōgi Karura)

Seiyū: Sora Amamiya 
- Koyuzu Shigaraki (jap. 信楽 こゆず Shigaraki Koyuzu)

Seiyū: Anzu Haruno 
- Miria Katsuragi (jap. 葛城 ミリア Katsuragi Miria)

Seiyū: Nanami Yamashita 
- Shion Todoroki (jap. 轟 紫音 Todoroki Shion)

Seiyū: Miyu Tomita 

## Manga
Seria ukazywała się w magazynie „Shūkan Shōnen Jump” od 8 lutego 2016 do 8 czerwca 2020. Wydawnictwo Shūeisha skompilowało jej rozdziały do 24. tankōbonów, wydanych między 3 czerwca 2016 a 4 grudnia 2020.
27 lipca 2020 w czasopiśmie „Jump Giga” został opublikowany rozdział specjalny.
| Nr | Data wydania (język japoński) | ISBN (język japoński)  |
| -- | ----------------------------- | ---------------------- |
| 1  | 3 czerwca 2016                | ISBN 978-4-08-880715-7 |
| 2  | 4 sierpnia 2016               | ISBN 978-4-08-880754-6 |
| 3  | 4 października 2016           | ISBN 978-4-08-880794-2 |
| 4  | 2 grudnia 2016                | ISBN 978-4-08-880825-3 |
| 5  | 4 kwietnia 2017               | ISBN 978-4-08-881025-6 |
| 6  | 4 lipca 2017                  | ISBN 978-4-08-881075-1 |
| 7  | 4 września 2017               | ISBN 978-4-08-881201-4 |
| 8  | 2 listopada 2017              | ISBN 978-4-08-881220-5 |
| 9  | 4 stycznia 2018               | ISBN 978-4-08-881316-5 |
| 10 | 4 kwietnia 2018               | ISBN 978-4-08-881354-7 |
| 11 | 4 lipca 2018                  | ISBN 978-4-08-881398-1 |
| 12 | 4 października 2018           | ISBN 978-4-08-881590-9 |
| 13 | 4 grudnia 2018                | ISBN 978-4-08-881665-4 |
| 14 | 4 lutego 2019                 | ISBN 978-4-08-881718-7 |
| 15 | 4 kwietnia 2019               | ISBN 978-4-08-881794-1 |
| 16 | 4 czerwca 2019                | ISBN 978-4-08-881864-1 |
| 17 | 2 sierpnia 2019               | ISBN 978-4-08-882019-4 |
| 18 | 4 października 2019           | ISBN 978-4-08-882079-8 |
| 19 | 4 grudnia 2019                | ISBN 978-4-08-882142-9 |
| 20 | 4 lutego 2020                 | ISBN 978-4-08-882202-0 |
| 21 | 3 kwietnia 2020               | ISBN 978-4-08-882251-8 |
| 22 | 4 czerwca 2020                | ISBN 978-4-08-882333-1 |
| 23 | 4 września 2020               | ISBN 978-4-08-882406-2 |
| 24 | 4 grudnia 2020                | ISBN 978-4-08-882496-3 |

## Anime
Adaptacja anime w oparciu o mangę została zapowiedziana w 50. numerze magazynu „Shūkan Shōnen Jump” wydanym w listopadzie 2017. Później podano do wiadomości, że będzie to seria telewizyjna wyreżyserowana przez Tsuyoshiego Nagasawę i wyprodukowana przez studio Xebec. Scenariusz napisał Hideaki Koyasu, postacie zaprojektowała Kyoko Taketani, reżyserią dźwięku zajął się Jin Aketagawa, a muzykę skomponował Tomoki Kikuya. Motywem otwierającym jest „Momoiro Typhoon” autorstwa Luny Haruny, natomiast końcowym „Happen” w wykonaniu Miyuri Shimabukuro, Eri Suzuki i Rie Takahashi. Anime było emitowane od 14 lipca do 29 września 2018 na antenach BS11 i Tokyo MX, a później również w innych stacjach.
Odcinek OVA został dołączony do 11. tomu mangi, który został wydany 4 lipca 2018. Drugi odcinek OVA został dołączony wraz z 12. tomem mangi wydanym 4 października 2018. Kolejny został dołączony do 13. tomu mangi, który wydano 4 grudnia 2018. Dwuodcinkowa OVA wyprodukowana przez studio Signal.MD została dołączona do ostatniego tomu mangi, którego premiera odbyła się 4 grudnia 2020.